# Risby (Lincolnshire)
Risby – przysiółek w Anglii, w Lincolnshire. Leży 22,2 km od miasta Grimsby, 26,3 km od Lincoln i 210,8 km od Londynu. Risby jest wspomniana w Domesday Book (1086) jako Risebi.